# Revista de Economía Aplicada
La Revista de Economía Aplicada es una de las revistas científicas españolas más importantes en el campo de la economía. Su primer número apareció en 1993. La edita la Asociación Libre de Economía y su editor ejecutivo actual es Ángel de la Fuente. 
Los artículos se publican en inglés o español.
La revista organiza el Encuentro de Economía Aplicada, cuya primera edición se celebró en el año 1998.